# Majornas SS
Majornas schacksällskap är en schackklubb i Göteborg.

## Historia
Klubben bildades den 12 november 1907. Majornas schacksällskap har sina rötter i ungdomsföreningen Enigheten från nykterhetsrörelsen och hette från början Skackklubben Enigheten. 1908 bröt man sig ur nykterhetsföreningen och bytte till sitt nuvarande namn. Majornas SS var en av de fyra föreningar som bildade Göteborgs Schackförbund 1914.
Klubbens genom tiderna starkaste spelare är stormästaren Gideon Ståhlberg, som var medlem i Majornas SS mellan 1926 och 1932.
Mellan 1975 och 1983 hade klubben sina lokaler i Schackspelets Hus på Haga Kyrkogata. Därefter flyttade klubben till stadsdelen Majorna och hade lokaler på Kustroddaregatan i tio år innan man flyttade till spellokalen på Sannaskolan.
Numera håller klubben till på Taubegatan 7 i Länkarnas hus.

## Verksamhet
Majornas SS är en av Göteborgs större schackklubbar och man har idag ca 40 medlemmar. Klubben har två lag i det allsvenska seriesystemet och klubbens förstalag spelade säsongen 2006/07 i division 1, den näst högsta serien. Man har vunnit distriktsmästerskapen i lag två gånger, första gången 1966 och andra gången 2004 framför lokalkonkurrenten SS Manhem.